# Ihor Łewczenko
Ihor Ołeksandrowycz Łewczenko, ukr. Ігор Олександрович Левченко (ur. 23 lutego 1991 w Doniecku) – ukraiński piłkarz, grający na pozycji bramkarza.

## Kariera piłkarska

### Kariera klubowa
Wychowanek Szkoły Piłkarskiej Olimpik Donieck, barwy którego bronił w juniorskich mistrzostwach Ukrainy (DJuFL). Karierę piłkarską rozpoczął 25 lipca 2007 w podstawowej jedenastce Olimpika. 31 sierpnia 2010 został wypożyczony na pół roku do Metałurha Zaporoże, a latem 2011 roku do Zorii Ługańsk, w której grał do 13 września 2013. W czerwcu 2014 odszedł z Olimpika, a 2 września 2014 podpisał kontrakt z Zorią. 20 sierpnia 2017 przeniósł się do FK Mariupol. Po wygaśnięciu kontraktu 30 czerwca 2018 opuścił mariupolski klub. 18 lipca 2018 został piłkarzem IFK Mariehamn. 26 marca 2019 zmienił klub na szwedzki AFC Eskilstuna. 30 stycznia 2020 przeniósł się do Dinama Batumi.

### Kariera reprezentacyjna
Występował w juniorskich reprezentacjach U-16, U-17, U-18 oraz U-19. W 2010 rozegrał 2 mecze w młodzieżowej reprezentacji.

## Sukcesy i odznaczenia

### Sukcesy reprezentacyjne
- mistrz Europy U-19: 2009